# Ното (посёлок)
Ното (яп. 能登町 Ното-тё:) — посёлок в Японии, находящийся в уезде Хосу префектуры Исикава. Площадь посёлка составляет 273,46 км², население — 17 714 человек (1 июля 2014), плотность населения — 64,78 чел./км².

## Географическое положение
Посёлок расположен на острове Хонсю в префектуре Исикава региона Тюбу. С ним граничат города Вадзима, Судзу и посёлок Анамидзу.

## Население
Население посёлка составляет 17 714 человек (1 июля 2014), а плотность — 64,78 чел./км². Изменение численности населения с 1980 по 2005 годы:
| 1980 | 31 277 чел. |  |
| 1985 | 30 328 чел. |  |
| 1990 | 28 065 чел. |  |
| 1995 | 25 590 чел. |  |
| 2000 | 23 673 чел. |  |
| 2005 | 21 792 чел. |  |

## Символика
Деревом посёлка считается Ilex integra, цветком — Rhododendron kiushianum, птицей — Megaceryle lugubris.